# XXVI. Arsak pártus király
XXVI. Arsak (Aršak Ḫosrov, görögül I. Khoszroész) pártus király 109-től 129-ig.
Örményország birtoklása miatt Traianus császárral háborúba elegyedett, aki őt ismételten legyőzte és trónjától megfosztotta. Hadrianus azonban visszaadta neki elveszített tartományait.